# Chiesa di Santo Stefano (Dagala del Re)
La chiesa di Santo Stefano è un'antica chiesa, ormai ridotta a rudere, situata a Dagala del Re, nella città metropolitana di Catania.

## Descrizione
È una chiesa di epoca bizantina a pianta centrale. All'interno presenta un coro trilobato cioè un coro costituito da tre absidi o abside triconca (cellae trichorae o  "chiesa a trifoglio"), in forma simile alla cuba bizantina presente in Sicilia, con l'abside centrale di dimensioni maggiori.

## Storia recente
I ruderi furono scoperti da Stefano Bottari durante la seconda guerra mondiale, che pubblicò la propria scoperta sulla Rivista di Archeologia Cristiana del 1944-1945.
La chiesa fu "riscoperta" nel 1959 dall'architetto Pietro Lojacono, sovrintendente ai monumenti per la Sicilia orientale.
Nonostante l'elaborazione di progetti di recupero negli anni '80 del secolo scorso, l'edificio rimase in stato di abbandono e sepolto dalla vegetazione per lungo tempo. Successivamente il bene è stato acquisito come patrimonio comunale e si è potuto intervenire al suo recupero conservativo conclusosi nel 2014.